# Сан Бруно Мелија (Вибо Валенција)
Сан Бруно Мелија је насеље у Италији у округу Вибо Валенција, региону Калабрија.
Према процени из 2011. у насељу је живело 30 становника. Насеље се налази на надморској висини од 22 м.